# Рейдовий сторожовий катер

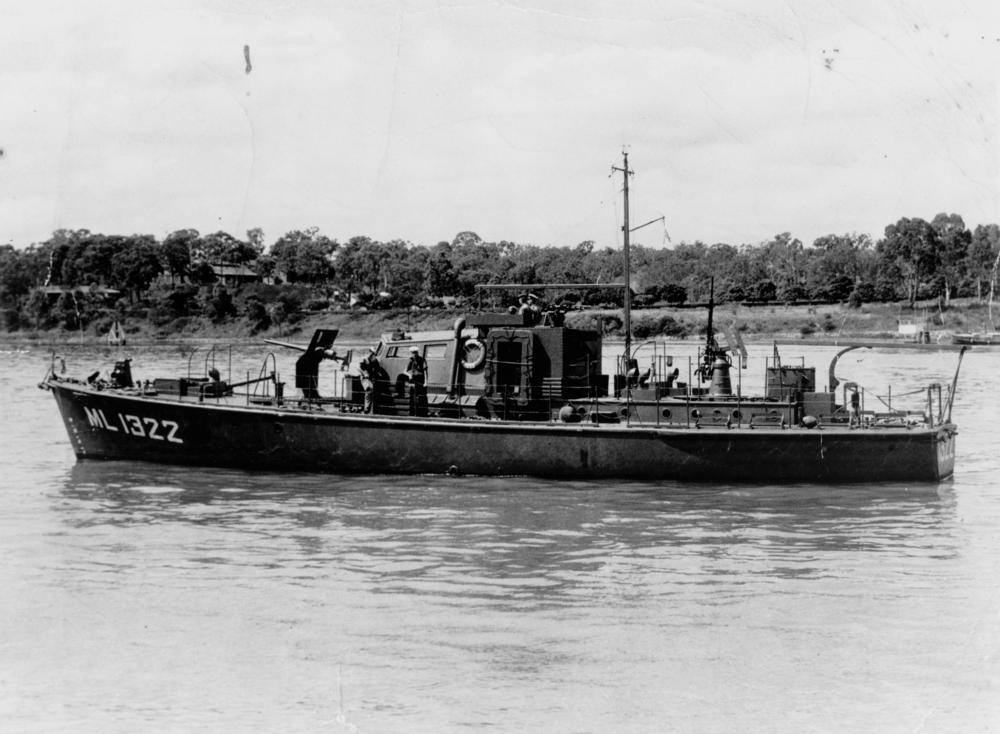
Катер Королівського Австралійського військово-морського флоту ML 1322 у 1944

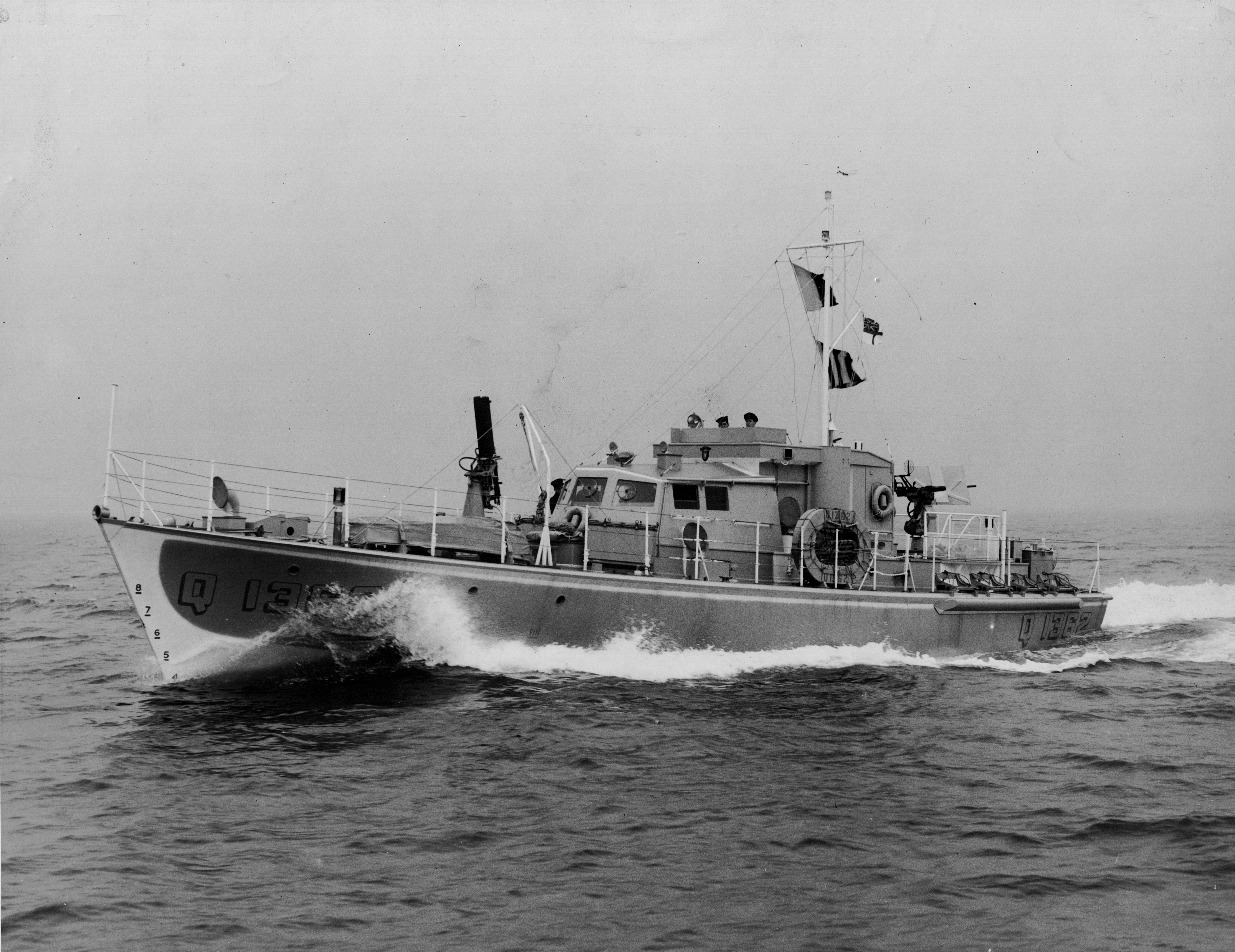
Побудований за програмою Ленд-Ліз у США рейдовий сторожовий катер

Рейдовий сторожовий катер (англ. harbour defence motor launch, HDML) — невеликий британський патрульний катер, що застосовувався у Другій світовій війні.
Ці катери були створені В. Дж. Холтом (W J Holt) в Адміралтействі на початку 1939. Впродовж війни було  побудовано 464 рейдових сторожових катери, переважно будівниками яхт у  Великій Британії та її домініонах, а також у США. Враховуючи розширення бойової ролі цих катерів у деяких флотах Співдружності націй вони були перекласифіковано на «морехідні моторні сторожові катери» (англ. «seaward defence motor launches» (SDML) або "морехідні сторожові катери (англ. — «seaward defence boats» (SDB).

### Озброєння
Запланованим озброєнням катерів була 47 міліметрова гармата QF, 20 міліметрова зенітна гармата і два кулемета. Втім більшість катерів в якості «головного калібру» оснащували 40-мм (2-х фунтовою) автоматичною зенітною гарматою Vickers QF 2 Mark II, адже її  можна бути застосована як проти повітряних, так і водних цілей. 20 міліметровий зенітний автомат розташували на рульовій рубці. Кулемети Віккерс К або Льюїса встановлювались з кожного боку містка. Катер також ніс 6 до 8 глибинних бомб. 40 міліметрові гармати не були особливо точними, можливо, через нестабільність катеру на воді, і багато з них були замінені на 20 міліметрові зенітні гармати. Деякі австралійські катери також оснащувалися кулеметами M2.

## Служба

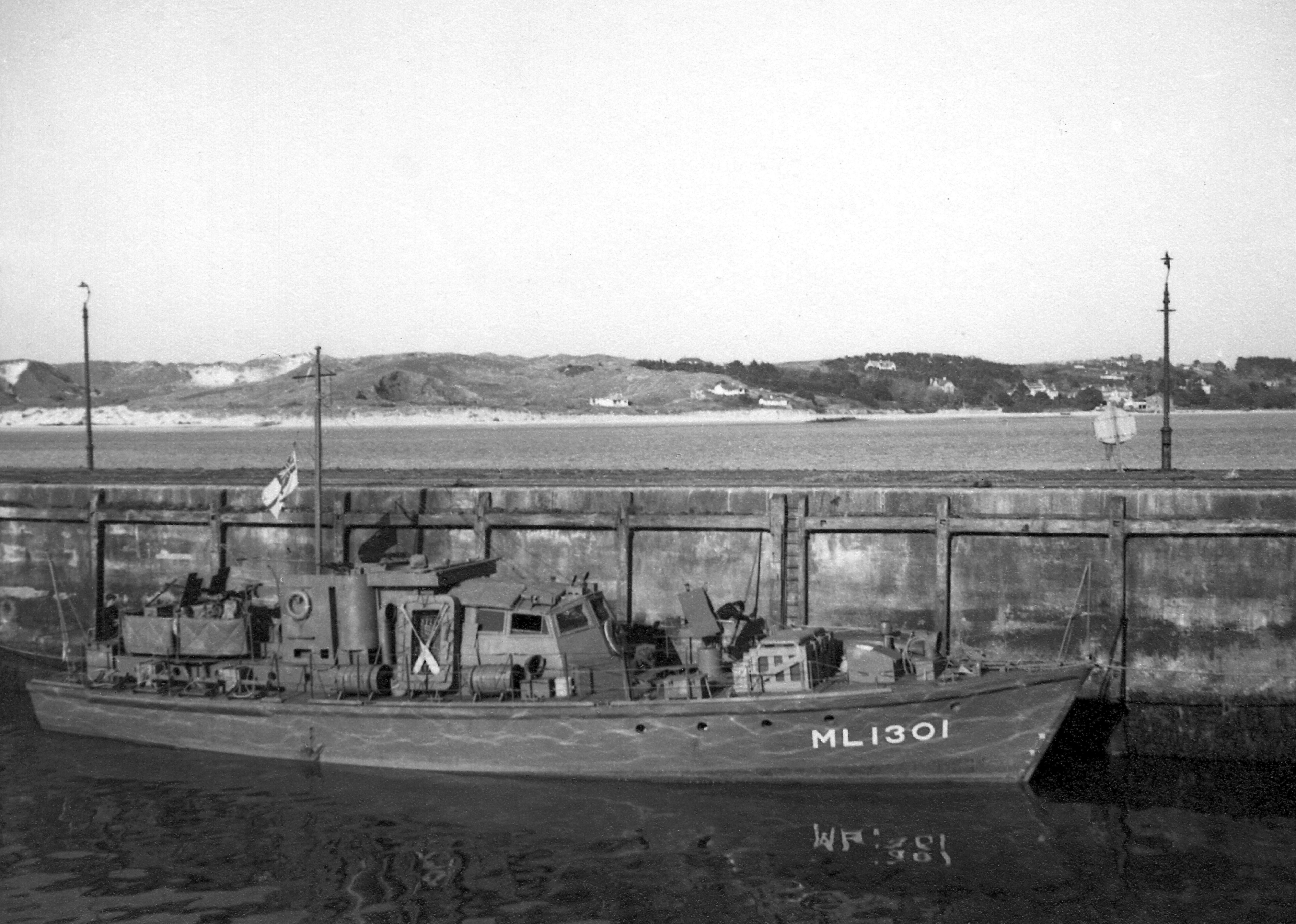
HDML 1301 з додатковими паливними баками для забезпечення переходу на Мальту

Рейдові катери були спочатку призначені для захисту гирл рік та прибережних вод, але вони виявилися настільки морехідними та спроможними виконувати різні завдання, універсальний дизайн, що застосовувались на всіх театрах військових дій у ході Другої світової війни. Вони супроводжували конвої поблизу західного узбережжя Африки, забезпечували диверсійні рейди у Середземномор'ї протичовнову оборону біля берегів Ісландії. Вони також зіграли важливу роль в операції «Таксабл», яка мала відвернути увагу німців від висадки в Нормандії.
У  Королівського Австралійського військово-морському флоті вони використовувалися для прибережних патрулів у водах поблизу північної Австралії, Нової Гвінеї і Тимору, а також для диверсійних акцій проти японців у Південно-Східній Азії.